# Pla de la Molsosa
El Pla de la Molsosa és el pla on està situat el poble de la Molsosa, capital del municipi del Solsonès que porta el mateix nom. Té una altitud mitjada de 640 metres.
Hi ha diverses masies ubicades en aquest pla que formen part del municipi: els Plans, la Passada.